# Karmacsi Bertalan
Karmacsi Bertalan (Nagyar, 1898. szeptember 26. – Budapest, 1977. augusztus 15.) - kertész, főiskolai tanár.

## Életrajza
Nagyaron született 1898. szeptember 26-án. 1923-ban szerzett oklevelet a Kertészeti Tanintézetben, ezután Franciaországban dolgozott kertészetekben és faiskolákban. 1927-ben hazatért Magyarországra és az Érdi Kertészeti Részvénytársaságnál intézőként helyezkedett el. 1930-tól a Kertészeti Tanintézetben, 1940-től a Kertészeti Akadémián, 1943-tól a Kertészeti és Szőlészeti Főiskolán, 1945-től az Agrártudományi Egyetem Kert- és Szőlőgazdaságtudományi Karán működött, utóbb mint az alkalmazott üzemtani tanszék vezetője.
1948-ban helyezték át Debrecenbe, ahol a kertészeti tanszéket vezette. Megbízták a debrecen-pallagpusztai kísérleti telep helyreállításával, ennek vezetője volt 1949-től. 
1957-ben ment nyugdíjba a Kertészeti Kutató Intézet tudományos osztályvezetőjeként.
Budapesten érte a halál, 79 évesen, 1977. augusztus 15-én.

## Munkássága
Munkásságából különösen fontos a modern nagyüzemi gyümölcstermesztés elméleti és technológiai ismeretek oktatása, valamint a nemesített növények termesztésével, tulajdonságaival foglalkozó kutatásai.
Számos cikke jelent meg kertészeti szakfolyóiratokban; a gyümölcstermesztéssel kapcsolatos előadásai, ismeretterjesztő füzetei a kiskerttulajdonosok körében is népszerűvé tették.

## Főbb munkái
- Útmutató a tömeges termesztésre alkalmas gyümölcsfajtákról (Budapest, 1942)
- A káposztafélék termesztése (Budapest, 1955, 1962)